# M/S Mistral
M/S Mistral är ett Ro-Ro lastfartyg byggt 1998 av JJ Sietas i Hamburg, Tyskland. Hon chartades till UPM-Kymmene Oy 2003 – 2013. 
Den 17 september 2013 chartades  fartyget kortvarigt till Tallink av Ålands Godby Shipping AB för att trafikera sträckan Stockholm - Åbo<
Skeppet traffikerar mellan Tórshavn - Hirtshals idag  tillsammans med lastfartyget M/S Sea Wind.